# Castillo de Veciana
El castillo de Veciana es un edificio de la población de Veciana en la comarca catalana de Noya (provincia de Barcelona). Está declarado Bien Cultural de Interés Nacional.

## Descripción
Escasos restos se encuentran en la cercanía de la capilla en ruinas de San Miguel. Estos restos, que únicamente se adivinan en tierra, se sitúan junto a una casa moderna que las separa de la capilla. Era una construcción cuadrada, de 8 metros de lado, y en la parte sur del muro oriental había una construcción adosada que en el interior tiene planta circular y al exterior ligeramente rectangular. Del lado nordeste sale un muro, que hace ángulo y va hacia levante. La puerta estaba situada en el muro meridional.

## Historia
Al inicio del siglo XI, el dominio del castillo lo tenía la familia Balsareny. El año 1045 Bernat Guifré de Balsareny en su testamento dispuso que a su muerte el castillo pasara a manos de su esposa y cuando ella falleciera a la sede de Vic. El año 1089 el obispo de Vic lo infeudó a Ramon de Cervera. El castillo pasó al poder de los condes de Barcelona y en 1096 y 1131, Guerau Alamany les juró fidelidad.
En el siglo XIV el rey Pere III vendió Veciana a Joan de Montbui. El año 1392 su sucesor, Juan I, cedió el lugar de Veciana a Mateu de Calders, el cual lo incorporó a la baronía de Segur. Hacia el año 1707 el lugar pasó de los Calders a los Copons, a finales de siglo a los Grimau y poco después pasó a la familia Villalonga.